# Patrick Jørgensen
Pour les articles homonymes, voir Jørgensen.
Patrick Jørgensen, né le 31 mai 1991 à Copenhague, est un escrimeur danois dont l'arme de compétition est l'épée.

## Carrière
Après des résultats modestes en tant que junior, il atteint le 83e rang mondial à la fin de la Coupe du monde d'escrime 2013-2014. Il est 102e mondial quand, en 2015, il crée la surprise en atteignant les demi-finales des Championnats du monde 2015 à Moscou, remportant une médaille de bronze. Il élimine notamment Gábor Boczkó et Bartosz Piasecki, tous deux médaillés d'argent olympiques avant de céder face à Gauthier Grumier, no 1 mondial et champion d'Europe en titre. C'est la première médaille danoise dans des championnats du monde depuis ceux de Luxembourg en 1954. Sa saison suivante, désastreuse (aucune apparition dans le tableau final d'un tournoi de coupe du monde), l'empêche de capitaliser sur sa médaille de bronze mondiale. Il échoue dans la quête d'une qualification aux Jeux de Rio de Janeiro.

## Palmarès
- Championnats du monde d'escrime
  -  Médaille de bronze aux championnats du monde d'escrime 2015 à Moscou

- Championnats d'Europe d'escrime
  -  Médaille d'argent par équipes aux championnats d'Europe d'escrime 2018 à Düsseldorf

## Classement en fin de saison
| Année | 2009 | 2010 | 2011 | 2012 | 2013 | 2014 | 2015 | 2016 | 2017 | 2018 | 2019 | 2020 | 2021 |
| ----- | ---- | ---- | ---- | ---- | ---- | ---- | ---- | ---- | ---- | ---- | ---- | ---- | ---- |
| Rang  | 758  | 596  | 278  | 305  | 138  | 83   | 28   | 183  | 90   | 71   | 35   | 57   | 74   |